# Gibraltar Anthem
Gibraltar Anthem er nationalsangen i det britiske oversøiske territorium Gibraltar. 
Den officielle nationalsang for Gibraltar er i lighed med Storbritannien, de britiske kronbesiddelser og andre britiske territorier God Save the Queen, mens Gibraltar Anthem er områdets nationale sang. Både musik og tekst er skrevet af Peter Emberley, der ikke er gibraltarer, og sangen blev valgt ved en konkurrence i 1994.
Nationalsangen afsynges hvert år 10. september af et skolekor sammen med tilhørerne, og der opsendes 30.000 røde og hvide balloner på dagen, der er Gibraltars nationaldag.

## Sangens tekst
Gibraltar, Gibraltar,

The Rock on which I stand,

May you be forever free,

Gibraltar, my own land.

Mighty pillar,

Rock of splendour,

Guardian of the sea,

Port of hope in times of need,

Rich in history.

Gibraltar, Gibraltar,

The Rock on which I stand,

May you be forever free,

Gibraltar my own land.

God give grace to this our homeland,

Help us to live as one,

Strong in freedom,

Truth and justice,

Let this be our song.

Gibraltar, Gibraltar,

The Rock on which I stand,

May you be forever free,

Gibraltar! Gibraltar!

My own land!

### Dansk oversættelse
Gibraltar, Gibraltar,

Klippen som jeg står på,

må du forblive evigt fri,

Gibraltar, mit eget land.

Mægtige søjle, 

pragtens klippe,

havets vogter, 

håbets havn i nødens stund,

rig på historie.

Gibraltar, Gibraltar,

Klippen som jeg står på,

må du forblive evigt fri,

Gibraltar, mit eget land.

Gud, se i nåde til dette vort fædreland,

hjælp os til at leve som ét,

stærke i frihed,

sandhed og retfærdighed,

lad dette være vores sang.

Gibraltar, Gibraltar,

Klippen som jeg står på,

må du forblive evigt fri,

Gibraltar! Gibraltar!

mit eget land.